# 秩父平氏
秩父平氏（ちちぶへいし）は、桓武平氏の坂東平氏系一門で、鎮守府将軍・平良文の孫である平将恒を祖として、秩父氏を直系とする諸氏族。平将門の女系の子孫（平将門の次女・春姫の子孫）でもある。武蔵国秩父郡に基盤を持ち、多くの氏族を輩出した。秩父党とも呼ばれ、通字は主に「重」を用いた。

## 歴史

### 秩父平氏の誕生
初代の平将恒は、武蔵介・平忠頼と、平将門の娘・春姫との間に生まれ、武蔵国秩父郡を拠点として秩父氏と称した。秩父地方は、産出した銅が708年に朝廷へ献上されて「和銅」に改元されるなど、古代より良質の馬や銅の産地として栄えた土地であった。
将恒の父・忠頼は平将門の従兄弟にあたり、将門と対立した平繁盛を仇敵と呼び、将門の娘・春姫を妻としていることからも、忠頼の父・良文は将門と親しかったものと思われ、忠頼の息子である将恒の「将」の字も将門から引き継いだものと思われる。
将恒と正室・武蔵武芝娘との間に生まれた秩父武基は、前九年の役に従軍して秩父別当に就任した。さらにその息子である秩父武綱は前九年の役で戦功を挙げた源有光の長女を妻とし、後三年の役に従軍して先陣を務めたことで秩父平氏は発展した。秩父重綱の代には、武蔵国国守の代理職である「武蔵国留守所総検校職」（むさしのくにるすどころそうけんぎょうしき）に就き、一族は大いに発展、秩父郡吉田郷に居城・秩父氏館（吉田城）を構え武蔵国の広範囲に勢力を拡大した。その後、秩父氏の家督は、長男の血筋（畠山氏など）ではなく、次男の血筋（河越氏）が継承し、嫡流の河越氏を中心にして秩父党が形成された。これが後に内紛の火種となる。秩父氏は「武蔵国留守所総検校職」に就いたことで武蔵国の在庁官人のトップとして、国内の武士を統率・動員する権限を持っていた。秩父平氏の一族は元皇族の血筋を武器に婚姻関係によって当地の豪族と結びつき、武蔵国各地に広がって多くの坂東武者を輩出した。

### 秩父平氏と源平合戦
秩父平氏は、祖である平将恒の父・忠頼が、平家の先祖である平繁盛から仇敵と呼ばれており、敵対関係にあった。そのため秩父平氏は平家に属さず、1156年（保元元年）の保元の乱では、源義朝の下で戦った。しかし1159年（平治元年）の平治の乱で源義朝が敗死、その後秩父平氏は平家方に属していた。1180年（治承4年）、源頼朝の挙兵の際も秩父平氏（秩父党）は始め平家方につき、衣笠城合戦では衣笠城を落城させて三浦義明を討ち取った。源頼朝が伊豆で挙兵し敗れ、再び安房から南下して武家政権を打ち建てようとした時、下総で頼朝軍を足止めさせたのも秩父平氏の江戸重長だった。頼朝軍は江戸氏、葛西氏といった秩父平氏の協力なしには川を渡れなかった。その後畠山重忠・河越重頼・江戸重長らの秩父平氏は頼朝に服属し、鎌倉幕府の設立に尽力、奥州合戦にも出陣して畠山重忠は先陣を務めた。重頼は娘（郷御前）を頼朝の弟である源義経に嫁がせることに成功した。しかし、義経が失脚すると重頼・重房親子もこれに連座して討伐され、秩父党惣領の地位は重忠に与えられた。

## 秩父平氏の諸氏族発生
秩父重綱の長男、重弘の息子である重能、有重は、それぞれ畠山氏、小山田氏を称した。有重の三男、重成は稲毛氏を、四男の重朝は榛谷氏を称した。
重綱の次男、重隆の嫡男である能隆は葛貫氏を称し、能隆の嫡男の河越重頼は河越氏を称した。重綱の三男、重遠は高山氏を称し、高山党として独立した。
重綱の四男、重継は江戸氏を称し、武蔵の豪族として栄えた。子孫には、徳川綱吉の代に大名に列した喜多見氏や、後北条氏に仕えて近世まで残った蒲田氏などがいる。
重綱には他にも、小宮五郎、塩原重治の息子がいた。
重綱の弟である武家は河崎氏、或いは小机氏を称し、孫の重国の代に渋谷氏を称した。この一族は、本拠地が相模国であった為、本家から独立したのである。渋谷氏は相模、九州、陸奥に勢力を持ち、特に薩摩国渋谷氏が有名である。この氏族の中から東郷平八郎が出た。重国の弟の重実は中山氏を称した。
前九年の役で戦死した武常の曾孫である朝経・清重は、それぞれ豊島氏、葛西氏を称し、前者が武蔵、後者が陸奥の大族として発展したのである。

### 秩父平氏の主な一族
- 小山田氏
  - 稲毛氏
  - 榛谷氏
  - 田奈氏
- 葛貫氏
- 畠山氏
  - 浄法寺氏（伝承）
  - 伊地知氏
- 河越氏
- 高山氏（高山党として独立。キリシタン大名・高山右近を輩出した一族）
- 江戸氏
  - 喜多見氏（徳川綱吉の代に大名に列し喜多見藩を立藩）
  - 蒲田氏（後北条氏に仕えて近世まで残る）
- 渋谷氏
  - 東郷氏（東郷平八郎を輩出した一族）
- 豊島氏
- 葛西氏

## 秩父平氏系譜
```
平将恒（将常とも）

　 ┣━━━━━━━━━━━━━━━━━━━━━━━━━━━━━━━━━━━━━━━━━━━━━━━━━━━━━━━━━━━━━━━━━━━━━━━━━┳━━━━┓

秩父武基
（秩父別当）　　　　　　　　　　　　　　　　　　　　　　　　　　　　　　　　　　　　　　　　　　　　　　　　　　　　　　　　　　　　　　　　
葛西武常
 
小山田常任
ﾂﾈﾖｼ
（恒時
ﾂﾈﾖｼ
とも）

　 ┣━━━━━━━━━━━━━━━━━┓　　　　　　　　　　　　　　　　　　　　　　　　　　　　　　　　　　　　　　　　　　　　　　　　　　　　　　　┣━━━━┓

高麗武家
　　　　　　　　　　　　　　
秩父武綱
　　　　　　　　　　　　　　　　　　　　　　　　　　　　　　　　　　　　　　　　　　　　　　　　　　　　　
常家
　　　
近義

　 ┣━━━┳━━━┓　　　　　　　　　┣━━━━━━━━━━━━━━━━━━━━━━━━━━━━━━━━━━━━━━━━━━━━━┓　　　　　　　　　┃
　
家綱
　
白河忠兼
　
重長
　　　　　　　
秩父重綱
                                                      　　　　　　　　　　　　　　　
小机基家
　　　　　　　
康家

　　　　　 ┃　　　┃　　　　　　　　　┣━━━━━━━━━━┳━━━━┳━━━━┳━━━━┳━━━━┳━━━━┳━━━━┓　　　　┃　　　　　　　　　┃
　　　　
赤木親忠
　
惟長
　　　　　　　
秩父重弘
　　　　　　　
秩父重隆
　
高山重遠
　
江戸重継
　
小宮五郎
　
塩原重治
　
秩父行重
　
秩父行高
　
河崎重家
　　　　　　　
清光

　　　　　　　　　 ┃　　　　　　　　　┣━━━━┓　　　　　┣━━━━┳━━━━┓　　　　　　　　　　　　　　　　　　　　　　　　┣━━━━┓　　　　┣━━━━┓
　　　　　　　　　
光長
　　　　　　　
畠山重能
 
小山田有重
　 
葛貫能隆
　
山田隆綱
　
師仲重仲
　　 　 　 　　　　　　　　　　　　　　　 
渋谷重国
　
中山重実
　
豊島朝経
　
葛西清重

　　　 　　　 　　 ┃　　　　　　　　　┃　　　　┃　　　　　┣━━━━┳━━━━┓
　　　　　　　　　
季長
　　　　　　　　
重忠
　　　 ┃　　　 
河越重頼
　
小林重弘
　
師岡重経

　　　　　　　　　 ┣━━━━┓　　　　　　　　　┣━━━━┳━━━━┳━━━┳━━━━┓
　　　　　　　　
色部為長
　
小泉行長
　　　　　　
稲毛重成
　
榛谷重朝
　
森行重
　
田奈有朝
 
小山田有親

　　　　　　　　　　　　　　 ┃　　　　　　　　　┃
　　　　　　　　　　　　　
本庄定長
　　　　　　
小沢重政
```